# Hadnall
Hadnall – wieś w Anglii, w hrabstwie Shropshire. Leży 9 km na północ od miasta Shrewsbury i 226 km na północny zachód od Londynu.